# Saieve, Nedrîhailiv
Saieve (în ucraineană Саєве) este un sat în comuna Kozelne din raionul Nedrîhailiv, regiunea Sumî, Ucraina.

## Demografie
Componența lingvistică a localității Saieve
     Ucraineană (97,55%)
     Rusă (2,45%)
Conform recensământului din 2001, majoritatea populației localității Saieve era vorbitoare de ucraineană (97,55%), existând în minoritate și vorbitori de rusă (2,45%).